# Michael Courtney
Michael Aidan Courtney (* 5. Februar 1945 in Nenagh, Grafschaft Tipperary, Republik Irland; † 29. Dezember 2003 in Bujumbura, Burundi) war ein irischer Priester, Monsignore und Bischof. Er war von 2000 bis 2003 Apostolischer Nuntius in Burundi und wurde unter bis heute nicht geklärten Umständen ermordet.

## Leben
Michael Courtney wurde 1945 geboren. Er wurde mit 23 Jahren zum Priester geweiht. Von 1968, dem Jahr seiner Priesterweihe, bis zum Jahr 1996 war er als Priester in verschiedenen diplomatischen Missionen des Vatikans unterwegs, so in der Republik Südafrika, Senegal, Indien, Jugoslawien, Kuba und Ägypten. Am 10. April 1981 verlieh ihm Papst Johannes Paul II. den Ehrentitel Kaplan Seiner Heiligkeit (Monsignore).
Von 1996 bis 2000 war er Sondergesandter des Heiligen Stuhls beim Europarat. Im Jahr 2000 wurde er zum Titularerzbischof von Eanach Dúin ernannt. Die Bischofsweihe spendete ihm am 12. November 2000 in der St Mary of the Rosary Church in Nenagh Francis Kardinal Arinze.
Zum Apostolischen Nuntius, und damit zum Botschafter des Heiligen Stuhls für Burundi, wurde er im Jahre 2000 ernannt und hatte dieses Amt bis zu seiner Ermordung am 29. Dezember 2003 inne. Er war auf dem Heimweg von der Beerdigung eines Priesters, als sein Wagen unter bisher nicht geklärten Umständen beschossen wurde und Courtney einen Kopfschuss erlitt. Michael Courtney war seit langem der erste Nuntius, der auf seiner Mission ermordet wurde. Er wurde in seinem Geburtsort Nenagh beigesetzt.